# Sân bay quốc tế Kisumu
Sân bay quốc tế Kisumu là một sân bay ở Kisumu, Kenya (mã sân bay IATA: KIS, mã sân bay ICAO: HKKI). Đây là sân bay bận rộn thứ ba ở Kenya và sân bay quốc tế thứ tư của đất nước. Sân bay này có một nhà ga mới với năng lực phục vụ 700 lượt hành khách một giờ, đến 2 triệu hành khách mỗi năm. Năm 2011, đường băng đã được kéo dài từ 2 km (1,2 dặm Anh) đến 3,3 km (2,1 dặm Anh).

## Hãng hàng không và tuyến bay
| Hãng hàng không         | Các điểm đến                            |
| ----------------------- | --------------------------------------- |
| East African Safari Air | Nairobi-Jomo Kenyatta                   |
| Fly540                  | Nairobi-Jomo Kenyatta Theo mùa: Eldoret |
| Jambo Jet               | Nairobi-Jomo Kenyatta                   |
| Kenya Airways           | Nairobi-Jomo Kenyatta                   |